# Erdbeben in Pakistan 2019
Das Erdbeben in Pakistan 2019 erschütterte am 24. September 2019 um 16:01 Uhr Ortszeit die Erde mit einer Stärke von 5,4 Mw auf der Momenten-Magnituden-Skala. Sein Epizentrum lag zwischen den Städten Jhelam und Mirpur.

## Tektonischer Hintergrund
Das Erdbeben ereignete sich an einer konvergierenden Plattengrenze, bei der sich die Indische Platte und die Eurasische Platte mit einer Geschwindigkeit von 39 Millimetern pro Jahr aufeinander zubewegen und die Indische Platte unter der Eurasischen Platte abtaucht. Diese Kollision verursachte einerseits die Bildung von Gebirgen wie dem Himalaya oder dem Pamir, und andererseits die Entstehung zahlreicher großer Verwerfungen. Das Beben vom September 2019 war Resultat einer Aufschiebung an einer dieser Verwerfungen. Aufgrund der großen kompressiven Energie kommt es an dieser Plattengrenze immer wieder zu starken Beben, wie etwa dem verheerenden Erdbeben in Kaschmir 2005.
Die amerikanische Erdbebenwarte des USGS verortet das Epizentrum des Bebens in Asad Jammu und Kaschmir, dem pakistanisch kontrollierten Gebiet der Region Kaschmir, drei Kilometer südlich der Stadt Mirpur und rund 20 Kilometer nördlich von Jhelam. Laut pakistanischer Erdbebenwarte lag das Epizentrum fünf Kilometer nördlich von Jhelam und damit in der pakistanischen Provinz Punjab.
USGS gab die Magnitude des Bebens zunächst mit 5,6 Mw an, revidierte die Stärke aber 2020 auf 5,4 Mw. Der pakistanische Erdbebendienst stufte die Magnitude bei 5,8 Mw ein. Die Herdtiefe des Bebens betrug 10 Kilometer. Am schwersten betroffen war der Distrikt Mirpur in Asad Jammu und Kaschmir. Das Beben war auch in den Nachbarstaaten Indien und Afghanistan zu spüren. Das Beben wurde von über 2,2 Millionen Menschen mit einer Intensität von V oder höher auf der Modifizierten Mercalliskala wahrgenommen.
Es kam zu mehreren Nachbeben, das stärkste davon ereignete sich am 26. September 2019 zu Mittag (Ortszeit) und hatte eine Stärke von 4,7 Mw.

## Opfer
Nach offiziellen Angaben vom 30. September starben durch das Beben 40 Menschen und 852 wurden verletzt, viele davon lebensgefährlich. Die Hilfsorganisation Muslim Aid gab die Zahl der Verletzten mit über 1600 an.
Bei dem Nachbeben am 26. September wurden laut Medienberichten weitere 67 Menschen verletzt. Bei einem kleinen Nachbeben am 6. Oktober stürzte ein Haus in Mirpur ein, dabei kam eine Person ums Leben, zwei weitere wurden verletzt.

## Schäden
Mehrere Gebäude stürzten ein oder wurden beschädigt, die Hilfsorganisation Islamic Relief berichtete von 1600 eingestürzten und 7000 beschädigten Gebäuden. Eine vorläufige Bilanz der staatlichen Katastrophenschutzbehörde vom 11. Oktober bestätigte 7456 beschädigte Gebäude. Vier Brücken und mehrere Straßen wurden teils schwer beschädigt. Es gab Berichte, wonach in einem Ort Häuser einen Meter in den Boden eingesunken sein sollen. Laut dem Geowissenschaftler Dave Petely könnte es zu Liquefaktion gekommen sein.
Viele Opfer forderte der Einsturz von alten Häusern, aber auch neue Gebäude minderer Qualität stürzten ein. Bauvorschriften für erdbebensicheres Bauen waren oft nicht eingehalten oder kontrolliert worden.
Es kam zu Ausfällen des Strom- und Mobilfunknetzes. Beim beschädigten Kanal Upper Jhelum Canal kam es an mehreren Stellen zu Überschwemmungen, das meiste Wasser wurde jedoch in den Fluss Jhelam abgeleitet. Zwei Brücken über den Kanal und eine Straße an seinem Ufer wurden schwer beschädigt.
Die Turbinen der Mangla-Talsperre wurden sicherheitshalber abgeschaltet. Es kam zu keinen Schäden an dem Staudamm. Durch das Beben angesammelter Silt im Stauraum sollte durch eine Stauraumspülung entfernt werden. Am Morgen des 25. September wurde die Stromerzeugung wiederaufgenommen.

## Hilfsmaßnahmen
Rettungswägen, Rüstwägen und schweres Gerät für Räum- und Reparaturaufgaben wurden in die betroffene Region beordert. Staatliche und regionale Katastrophenschutzorganisationen brachten Hilfsgüter. Das Militär unterstützte die Rettungsaktionen. Teams mit Ärzten vom Pakistan Institute of Medical Sciences reisten nach Mirpur. Am Morgen nach dem Beben einsetzender Regen behinderte die Rettungsarbeiten. Bildungseinrichtungen blieben drei Tage lang geschlossen. Mindestens 5000 Menschen wurden vorübergehend in Zelten untergebracht.
Den Familien der Opfer wurde vom Staat finanzielle Unterstützung zugesagt.

## Belege
1. 1 2 3 4  M 5.4 - 7km SSE of New Mirpur, Pakistan. USGS, abgerufen am 6. August 2020 (englisch).
2. 1 2 3  Bulletin Detail: Event No. 156. In: seismic.pmd.gov.pk. 24. September 2019, abgerufen am 25. September 2019 (englisch).
3. ↑  M 5.6 - 3km S of New Mirpur, Pakistan. (Memento vom 24. September 2019 im Internet Archive) USGS, 24. September 2019 (englisch).
4. 1 2  Quake shakes AJK, Punjab & KP; 25 killed in Mirpur. In: reliefweb.int. DAWN Group of Newspapers, 25. September 2019, abgerufen am 25. September 2019 (englisch).
5. 1 2 3 4  Opferzahl nach Beben in Pakistan steigt weiter. In: derstandard.at. 25. September 2019, abgerufen am 25. September 2019.
6. ↑  Pakistan | Earthquake of 24 September. (PDF; 782 kB) In: reliefweb.int. ERCC, 25. September 2019, abgerufen am 25. September 2019 (englisch).
7. 1 2  NDMA Situation Report No. 4 – Mirpur Earthquake 2019. (PDF; 1,89 MB) In: reliefweb.int. Pakistanische Katastrophenschutzbehörde, 26. September 2019, abgerufen am 26. September 2019 (englisch).
8. ↑  M 4.7 - 15km NW of Jhelum, Pakistan. USGS, abgerufen am 8. Oktober 2020 (englisch).
9. ↑  Sanaullah Khan: PM Imran briefed on earthquake losses, relief efforts on visit to Mirpur. In: dawn.com. 30. September 2019, abgerufen am 30. September 2019 (englisch).
10. ↑  Kashmir Earthquake: Situation Updates Azad Jammu & Kashmir. (PDF; 1,7 MB) In: reliefweb.int. Muslim Aid, 30. September 2019, abgerufen am 6. Oktober 2019 (englisch).
11. ↑  67 injured as shallow tremor rocks Mirpur, Jhelum and adjoining areas. In: reliefweb.int. DAWN Group of Newspapers, 26. September 2019, abgerufen am 26. September 2019 (englisch).
12. ↑  One dead after quake hits Mirpur, adjoining areas. In: geo.tv. 6. Oktober 2019, abgerufen am 6. Oktober 2019 (englisch).
13. ↑  Mirpur’s survivors struck by second powerful earthquake. In: reliefweb.int. Islamic Relief, 27. September 2019, abgerufen am 27. September 2019 (englisch).
14. 1 2  NDMA Situation Report No. 19 – Mirpur Earthquake 2019. (PDF; 1,79 MB) In: ndma.gov.pk. Pakistanische Katastrophenschutzbehörde, 11. Oktober 2019, abgerufen am 26. Oktober 2019 (englisch).
15. 1 2  Death toll from Kashmir earthquake mounts to 38. In: samaa.tv. 25. September 2019, abgerufen am 25. September 2019 (englisch).
16. ↑  Dave Petely: The Mirpur earthquake in Pakistan: images of lateral spreading. In: blogs.agu.org/landslideblog. 25. September 2019, abgerufen am 26. September 2019 (englisch).
17. ↑  Rod Nickel, Charlotte Greenfield: Shoddy homes worsen Pakistan earthquake damage. In: reuters.com. 25. September 2019, abgerufen am 26. September 2019 (englisch).
18. ↑  Khalid Hasnain: Mangla power generation resumes after being affected. In: dawn.com. 25. September 2019, abgerufen am 30. September 2019 (englisch).
19. 1 2  Pakistan: PM visits quake-hit areas as survivors groan. In: aa.com.tr. 30. September 2019, abgerufen am 30. September 2019 (englisch).